# Giovanni Scanavino
Giovanni Scanavino (Santo Stefano Belbo, 9 dicembre 1939) è un vescovo cattolico italiano, dal 5 marzo 2011 vescovo emerito di Orvieto-Todi.

## Biografia
Giovanni Scanavino è nato a Santo Stefano Belbo il 9 dicembre 1939.

### Formazione e ministero sacerdotale
Nel 1950 è entrato nel seminario agostiniano di Loano e poi è stato ammesso al noviziato a San Gimignano dove il 7 ottobre 1956 ha emesso i voti.
Ha compiuto gli studi liceali al seminario di Milano e poi ha studiato filosofia e teologia presso la Pontificia Università Lateranense conseguendo la licenza e specializzandosi in patristica all'Istituto Patristico Augustinianum.
Il 14 marzo 1964 è stato ordinato presbitero. In seguito è stato maestro del professorio di Pavia dal 1967 al 1977; priore di quella comunità dal 1977 al 1983; assistente generale dell'Ordine a Roma per un sessennio; preside della Federazione delle Provincie Italiane dal 1984 al 1992; di nuovo assistente generale dal 1991 al 1995; priore della comunità agostiniana di Milano dal 1992 al 1996; priore della comunità del santuario di Santa Rita da Cascia e vicario foraneo nell'arcidiocesi di Spoleto-Norcia dal 1996 al 2000 e provinciale della nuova provincia agostiniana d'Italia dal 2000.

### Ministero episcopale
L'8 novembre 2003 papa Giovanni Paolo II lo ha nominato vescovo di Orvieto-Todi. Ha ricevuto l'ordinazione episcopale il 27 dicembre successivo dall'arcivescovo Paolo Romeo, nunzio apostolico in Italia e nella Repubblica di San Marino, co-consacranti il vescovo emerito di Orvieto-Todi Decio Lucio Grandoni e il vescovo-prelato di Chuquibambilla Domenico Berni Leonardi. Durante la stessa celebrazione ha preso possesso della diocesi.
Nel febbraio del 2007 ha compiuto la visita ad limina.
Il 5 marzo 2011 papa Benedetto XVI ha accettato la sua rinuncia al governo pastorale della diocesi.
Nel marzo del 2011 il consiglio episcopale permanente della Conferenza episcopale italiana lo ha nominato presidente della Federazione Italiana Esercizi Spirituali. Il consiglio episcopale permanente nella sessione straordinaria del 22 maggio 2019 lo ha di nuovo nominato presidente della stessa Federazione.
Attualmente risiede nel Monastero di San Pietro in Ciel d'Oro a Pavia.

## Opere
- con Angelo Comini, Alle fonti dell'eucaristia: per una migliore comprensione del mistero, Edizioni O.R., 1983,  p. 111.
- R. Cattani (a cura di), La nostra avventura. Una rilettura delle Confessioni di sant'Agostino, Tau Editrice, 2006,  p. 192, ISBN 978-8887472356.
- Prefazione a  Agnese Didu, Giovanni Battista Quilici. Come creta tra le mani del Vasaio, Velar, 2017,  p. 48, ISBN 978-8866714392.
- Postfazione a  Marziano Rondina, Fra Mario, la via della semplicità e della gioia, Biblioteca Egidiana, 2017,  p. 217, ISBN 978-8898033232.
- Santa Rita. Vita Brevis. Figlia fortunata, sposa felice, madre premurosa, amica dei santi, Edizioni Palumbi, 2020,  p. 48, ISBN 978-8872981917.

## Genealogia episcopale
La genealogia episcopale è:
- Cardinale Scipione Rebiba
- Cardinale Giulio Antonio Santori
- Cardinale Girolamo Bernerio, O.P.
- Arcivescovo Galeazzo Sanvitale
- Cardinale Ludovico Ludovisi
- Cardinale Luigi Caetani
- Cardinale Ulderico Carpegna
- Cardinale Paluzzo Paluzzi Altieri degli Albertoni
- Papa Benedetto XIII
- Papa Benedetto XIV
- Papa Clemente XIII
- Cardinale Enrico Benedetto Stuart
- Papa Leone XII
- Cardinale Chiarissimo Falconieri Mellini
- Cardinale Camillo Di Pietro
- Cardinale Mieczysław Halka Ledóchowski
- Cardinale Jan Maurycy Paweł Puzyna de Kosielsko
- Arcivescovo Józef Bilczewski
- Arcivescovo Bolesław Twardowski
- Arcivescovo Eugeniusz Baziak
- Papa Giovanni Paolo II
- Cardinale Paolo Romeo
- Vescovo Giovanni Scanavino, O.S.A.